# César Castrillón
César Castrillón, apodado Papi Saico o simplemente Papi (15 de julio de 1945), es un músico principalmente de música rock activo hasta la actualidad.
Fue bajista, cantante y cofundador de la banda de rock Los Saicos, grupo musical que es considerado por algunos como los precursores de la música punk.
Con los Saicos Papi Castrillón fue el primero en abandonar la banda,[cita requerida] por lo cual las últimas dos canciones que hizo aquella agrupación no contó con su participación completa.

## Discografía
Sencillos
- Come on/Ana
- Demolición/Lonely Star
- Camisa de fuerza/Cementerio
- Te amo/Fugitivo de Alcatraz
- Salvaje/El entierro de los gatos[15]
- Besando a otra/Intensamente

Álbumes
- Wild teen punk from Peru 1965
- Saicos
- ¡Demolición!
- Los Saicos

Álbum tributo
- 50 años de demolición[16][17][18][19]